# Paramagnetismo

Allineamento dei singoli dipoli magnetici in presenza di un intenso campo magnetico.

Il paramagnetismo è una forma di magnetismo che alcuni materiali mostrano solo in presenza di campi magnetici, e si manifesta con una magnetizzazione avente stessa direzione e verso di quella associata al campo esterno applicato al materiale paramagnetico stesso.
I materiali paramagnetici sono caratterizzati a livello atomico da dipoli magnetici che si allineano con il campo magnetico applicato, venendone debolmente attratti.

## Descrizione
In particolare il paramagnetismo si osserva in quei materiali le cui molecole posseggono un momento di dipolo magnetico proprio, quindi si ha un effetto prevalentemente dovuto a polarizzazione magnetica per orientamento e trascurabile precessione di Larmor, come l'aria e l'alluminio. Nel caso dell'aria, l'effetto paramagnetico è a carico della molecola di ossigeno che possiede doppietti elettronici spaiati negli orbitali esterni responsabili dell'effetto. È per tale ragione che è possibile ritrovare ossigeno anche nelle profondità della terra (caverne verticalmente molto lunghe) e disciolto nell'acqua di mare anche oltre i 5000 metri.
Contrariamente ai materiali ferromagnetici (che pure sono attratti da campi magnetici), i materiali paramagnetici non conservano la magnetizzazione in assenza di un campo esterno applicato.
La relazione che lega i vettori {\displaystyle {\vec {M}}} e {\displaystyle {\vec {H}}} è lineare:
{\displaystyle {\vec {M}}=\chi _{m}{\vec {H}}}
dove {\displaystyle {\vec {M}}} è la Magnetizzazione del materiale, {\displaystyle {\vec {H}}} è il campo magnetico che investe il materiale e {\displaystyle \chi _{m}} è la suscettività magnetica che per materiali paramagnetici è un numero puro positivo inversamente proporzionale alla temperatura. Le altre relazioni sono:
{\displaystyle {\vec {H}}={\frac {{\vec {B}}-\mu _{0}{\vec {M}}}{\mu _{0}}}}
{\displaystyle {\vec {B}}=\mu _{0}{\vec {H}}(1+\chi _{m})=\mu {\vec {H}}}
dove {\displaystyle \mu =\mu _{0}(1+\chi _{m})=\mu _{0}\mu _{r}} è la permeabilità magnetica assoluta e {\displaystyle \mu _{r}=1+\chi _{m}} la permeabilità magnetica relativa al materiale.

## Esempi di sostanze paramagnetiche
- Bario
- Calcio
- Gadolinio
- Ossigeno
- Platino
- Sodio
- Stronzio
- Tungsteno
- Uranio
- Magnesio
- Tecnezio
- Disprosio

## Esempi di composti paramagnetici
Molti ioni metallici sono dotati di proprietà paramagnetiche, anche alcuni non appartenenti al corrispettivo metallo con la stessa proprietà.
Tra questi vi sono gli ioni manganese bi- e tetra-valenti (Mn2+/ Mn4+), lo ione cromo trivalente (Cr3+), lo ione nichel bivalente (Ni2+) e tutti gli ioni trivalanti delle terre rare (come neodimio, gadolinio, terbio, disprosio, olmio, europio e tulio).
Molti complessi di coordinazione sono altresì dotati di questa proprietà. Alcuni esempi sono:
- esafluoruro di nichel (NiF6)2-
- esafluoruro di cromo (CrF6)4-
- tetracloruro di ferro (FeCl4)2-
- esafluoruro di cobalto (CoF6)3-
- octafluoruro di tantalio (TaF8)3-
- octacianuro di molibdeno (Mo(CN)8)4-

Anche solfuri di metalli come vanadio monosolfuro ed octasolfuro (VS e V7S8), titanio trisolfuro (Ti2S3) e molibdeno disolfuro (MoS2) possiedono proprietà simil-metalliche e sono paramagnetici.
Tra le leghe metalliche, escludendo quelle che contengono ferro, nichel e cobalto, vi sono il nitruro di tantalio (TaN), il tellururo di vanadio (V4Te5) e l'arseniuro di nichel coordinato con ioduro di cadmio (NiAs/CdI2) che risultano paramagnetiche.
Infine, anche l'acciaio inossidabile di tipo austenitico presenta caratteristiche paramagnetiche.